# Kulur, Koppa
Kulur là một làng thuộc tehsil Koppa, huyện Chikmagalur, bang Karnataka, Ấn Độ.